# Silviu Lung
Silviu Lung est un footballeur roumain né le 9 septembre 1956 à Sânmiclăuș. Il évoluait au poste de gardien de but.
Il a participé à l'Euro 1984 et à la Coupe du monde 1990 avec l'équipe de Roumanie.
Lung est également le père de Silviu Lung Jr.

## Carrière
- 1972-1974 : Victoria Carei  Roumanie
- 1974-1988 : CSU Craiova  Roumanie
- 1988-1990 : Steaua Bucarest  Roumanie
- 1990-1991 : CD Logroñés  Espagne
- 1991-1992 : Electroputere Craiova  Roumanie
- 1992-1994 : FCU Craiova  Roumanie

## Palmarès joueur

### En club
- Champion de Roumanie en 1980 et 1981 avec le CSU Craiova et en 1989 avec le Steaua Bucarest
- Vainqueur de la Coupe de Roumanie en 1977, 1978, 1981, 1983 et 1993 avec le CSU Craiova et en 1989 avec le Steaua Bucarest
- Finaliste de la Coupe d'Europe des Clubs Champions en 1989 avec le Steaua Bucarest
- Demi-finaliste de la Coupe de l'UEFA en 1983 avec le CSU Craiova
- Vice-champion de Roumanie en 1982, 1983 et en 1994 avec le CSU Craiova

### Distinctions individuelles
- Élu meilleur footballeur roumain de l'année en 1984
- 22e au Ballon d'Or en 1984

## Palmarès entraîneur
- Vice-champion du Maroc en 1995 avec l'Olympique de Casablanca